# Sobkowszczyzna
Sobkowszczyzna (biał. Сопкаўшчына, Sopkauszczyna; ros. Сопковщина, Sopkowszczina) – wieś na Białorusi, w obwodzie mińskim, w rejonie stołpeckim, w sielsowiecie Litwa, nad zbiornikiem zaporowym na Sule.

## Historia
W dwudziestoleciu międzywojennym leżała w Polsce, w województwie nowogródzkim, w powiecie wołożyńskim, w gminie Iwieniec. W 1921 miejscowość liczyła 87 mieszkańców, zamieszkałych w 16 budynkach, wyłącznie Polaków wyznania rzymskokatolickiego.
W czasie II wojny światowej doszło tu do poważnego incydentu pomiędzy Zgrupowaniem Stołpeckim Armii Krajowej a partyzantką radziecką. Nocą 17/18 listopada 1943 polski zwiad konny otrzymał informację, że Żydzi rabują we wsi Sobkowszczyzna. Chorąży Zdzisław Nurkiewicz „Noc” natychmiast poderwał swoich żołnierzy i wypłoszył ze wsi napastników, którymi jak się okazało byli sowieccy partyzanci z oddziału Symchy Zorina (złożonego głównie z Żydów). Niedługo później do kwatery „Nocy” w Dubnikach zgłosiło się dziesięciu „zorinowców”, którzy zażądali zwrotu swoich koni i wozów zabranych przez polskich kawalerzystów. W odpowiedzi „Noc” rozkazał rozbroić przybyszów i odstawić ich nazajutrz do ich macierzystej jednostki (celem ukarania za nieprzepisową rekwizycję). Żołnierze AK wyznaczeni do odeskortowania zatrzymanych złamali jednak rozkaz i samowolnie rozstrzelali wszystkich „zorinowców”. Kilka dni później sowieckie dowództwo zażądało od mjr. Wacława Pełki „Wacława” wydania chor. Nurkiewicza. Ostatecznie powołano jednak komisję dwustronną, która otrzymała zadanie szczegółowego zbadania okoliczności incydentu. Przeprowadzone przez nią dochodzenie umorzono z powodu niewykrycia zarówno sprawców zabójstwa, jak też zwłok ofiar.
Po II wojnie światowej w granicach Związku Sowieckiego. Od 1991 w niepodległej Białorusi.

## Ludzie związani z miejscowością
- Piotr Karpowicz (ur. w 1905 w Sobkowszczyznie) – żołnierz Zgrupowania Stołpeckiego Armii Krajowej, powstaniec warszawski[5]
- Eleonora Karpowicz (ur. w 1924 w Sobkowszczyznie) – żołnierz (sanitariuszka) Zgrupowania Stołpeckiego Armii Krajowej, powstaniec warszawski[6]
- Longina Karpowicz (ur. w 1926 w Sobkowszczyznie) – żołnierz (sanitariuszka) Zgrupowania Stołpeckiego Armii Krajowej[7]